# Calamiscus inflativenis
Calamiscus inflativenis är en tvåvingeart som beskrevs av Brown 1997. Calamiscus inflativenis ingår i släktet Calamiscus och familjen puckelflugor. Inga underarter finns listade i Catalogue of Life.